# Pierre Roche
Pierre Roche, właśc. Pierre Henry Ferdinand Massignon (ur. 2 sierpnia 1855 w Paryżu, zm. 18 stycznia 1922 tamże) – francuski rzeźbiarz, grafik, medalier, grawer i projektant; ojciec Louisa Massignona.

## Życiorys
Początkowo kształcił się w kierunku medycyny i chemii, ale zainteresował się rysunkiem i malarstwem. W latach 1873–1878 oraz w 1889 studiował w Académie Julian w Paryżu pod kierunkiem Alfreda Rolla. Uczyli go również Jules Dalou i Auguste Rodin.
W latach 1884–1889 wystawiał w Paryżu, w Salon de la Société des Artistes Français. W 1888 wygrał konkurs na projekt pomnika Dantona. Otrzymał srebrny medal w Exposition universelle de 1900 w Paryżu oraz w Salon de la Société Nationale des Beaux-Arts.
Interesował się rzeźbą reliefową i medalierstwem. Był zafascynowany możliwościami różnych nowych materiałów i wynalazł rodzaj reliefowego, kolorowego druku, formowanego przez wciśnięcie wilgotnego papieru do odwróconej formy gipsowej zawierającej kolorowe tusze; nazwał go gipsografią (gypsographie). Do swoich rzeźb dodawał różne materiały (ceramika, żelazo) i opracował cenne patyny. Jego wynalazki i innowacje, zamiłowanie do niezwykłości oraz poszukiwania integracji rzeźby z architekturą poprzez płaskorzeźby czy projekty łuków i zworników, przyczyniły się do odrodzenia rzeźby i rzeźby dekoracyjnej.
Wykonał płaskorzeźby będące alegoriami dramatu i komedii (1901) dla teatru w Tulle oraz portal i ołtarz do paryskiego kościoła Saint Jean de Montmartre. Stworzył też wiele fontann, w tym wykonaną w brązie i paście szklanej Fontaine de l'Avril (1906; Paryż, ogrody Musée Galliéra) oraz wykonaną z ołowiu i szkliwionej ceramiki fontannę Herkules zmieniający kierunek rzeki Alfios (1900; Paryż, Ogród Luksemburski).
W 1910 został Kawalerem Legii Honorowej.

## Twórczość
Roche preferował tematy z mitologii i legend, często dodając im eleganckiego, dynamicznego ducha tańca. W stworzonych przez siebie postaciach łączył stylistyczną afektację i humor – cechy, które sytuują go w symbolistycznym odrodzeniu fin de siècle.
Jego pracę są wystawione m.in. w Musée d’Orsay, Courtauld Institute of Art, National Gallery of Art w Waszyngtonie oraz muzeum sztuki Uniwersytetu Harvarda.

## Galeria

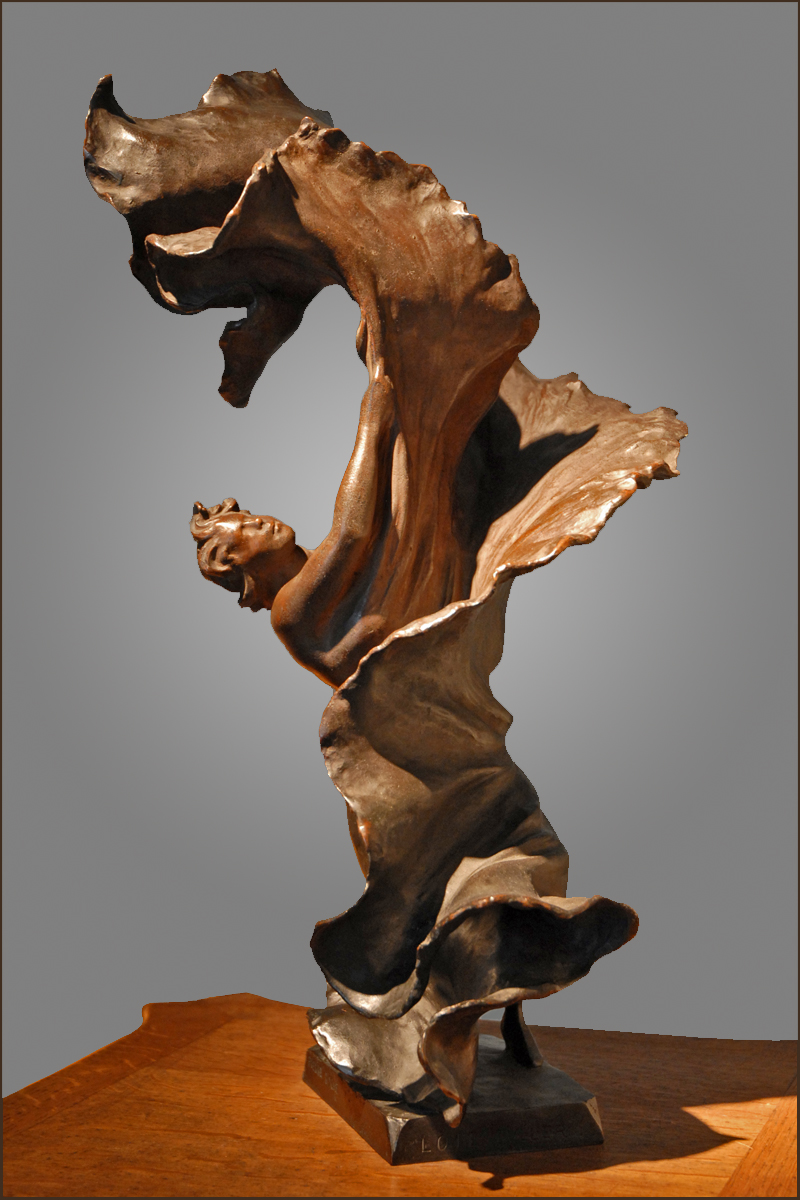
Statuette Loïe Fuller, 1894, Musée des Arts Décoratifs, Paryż
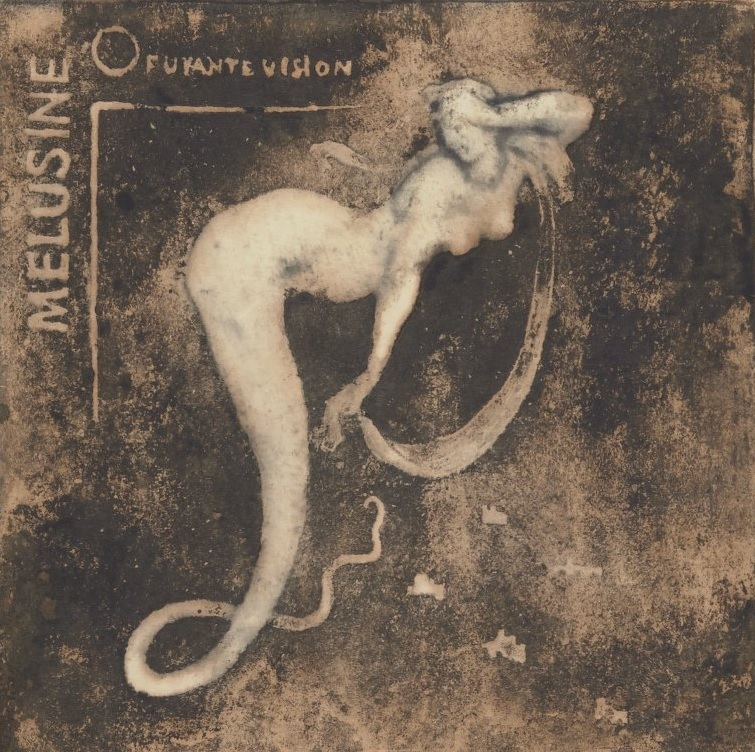
Melusine – gipsografia na japońskim papierze, 1900
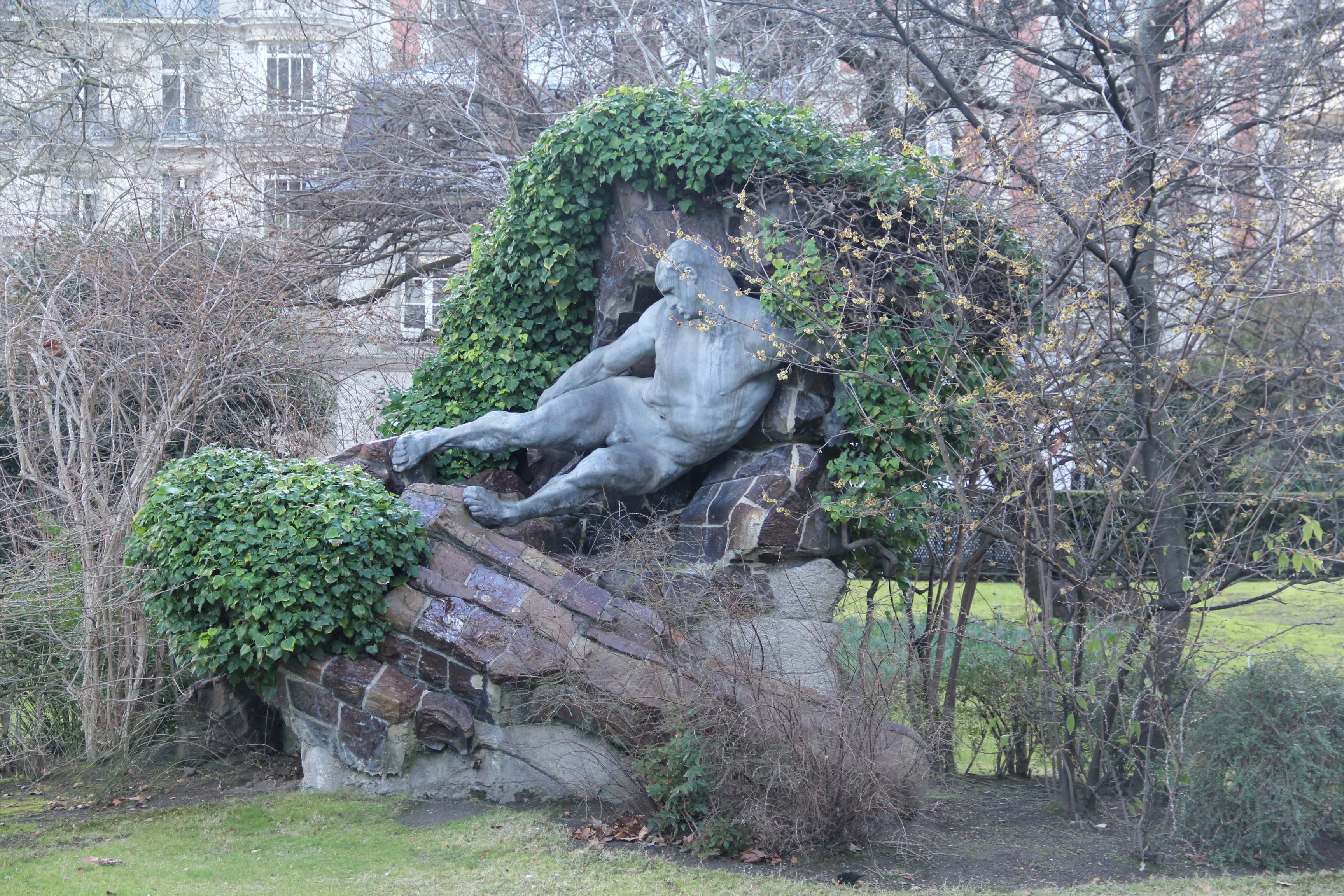
L’Effort, 1907, Ogród Luksemburski, Paryż
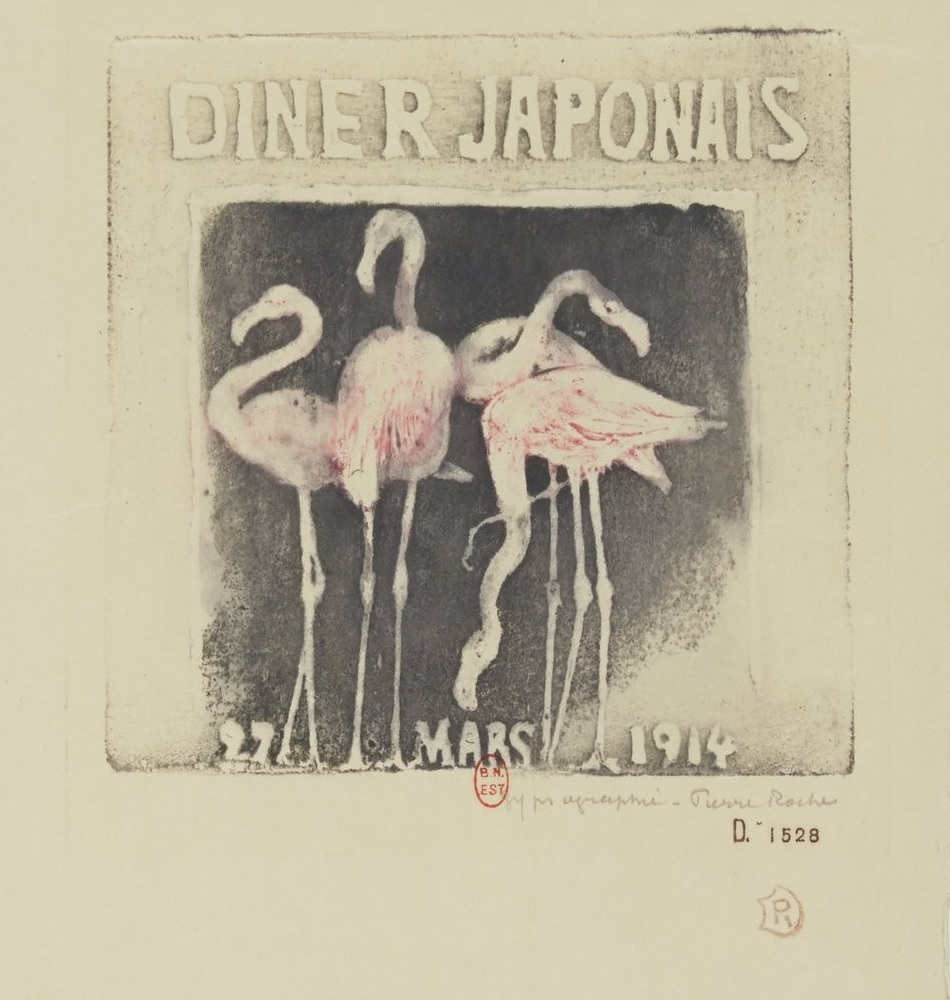
Diner japonais, gipsografia na japońskim papierze, 1914
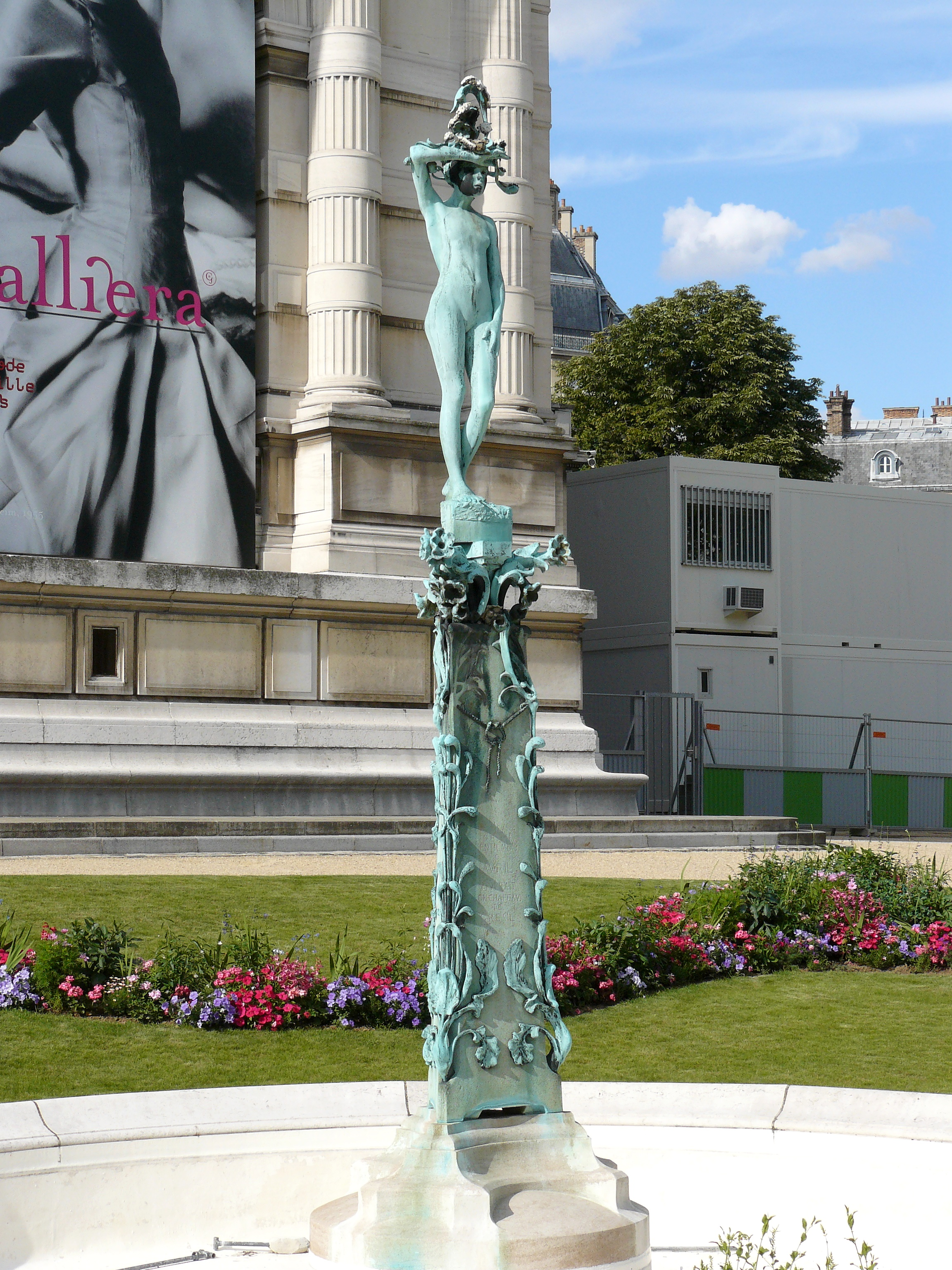
Fontaine d’Avril, 1916, Square du Palais-Galliera, Paryż
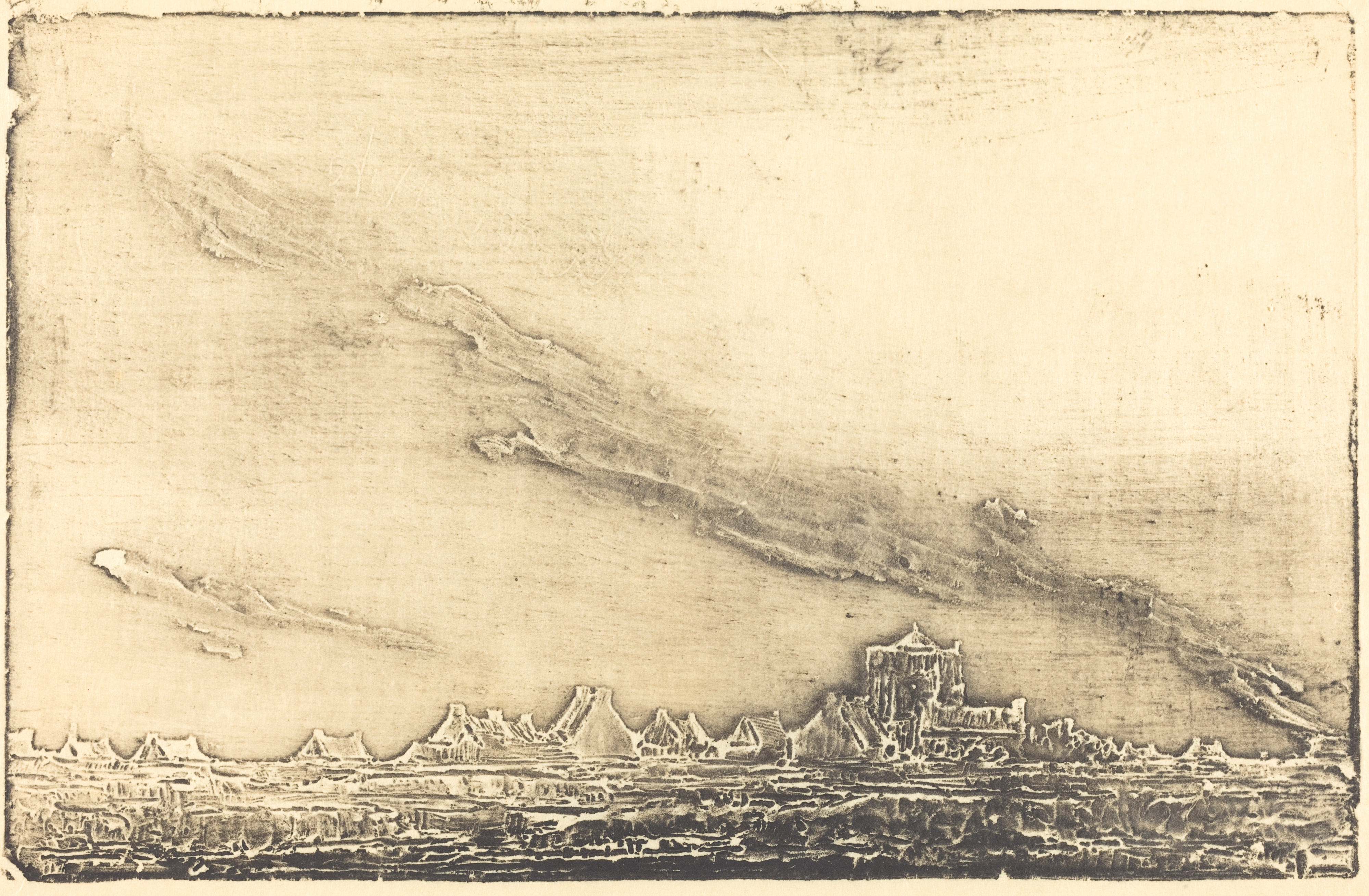
Saint Guenole, gipsografia, National Gallery of Art, Waszyngton